# Eva Schmidt (Historikerin)
Eva Schmidt (* 1897 in Ottmachau, Kreis Grottkau, Provinz Schlesien; † 1988 in Weimar) war eine deutsche Historikerin und Schriftstellerin.

## Leben
Eva Schmidt studierte Germanistik, Geographie und Botanik im Lehramt. Sie promovierte 1920 an der Thüringischen Landesuniversität Jena mit einer Arbeit über die Geographie der Stadt Jena. Thematisch ist sie im Raum Jena-Weimar zu verorten und trat insbesondere mit religionsgeschichtlichen Themen hervor. Das betrifft insbesondere das Weimarer Judentum der Klassikzeit. So widmete sie sich der Erforschung der Geschichte des Jüdischen Friedhofs Weimar. Eva Schmidt machte auf zwischenzeitlich vergessene jüdische Weimarer Familien des 18. und 19. Jahrhunderts aufmerksam, wie die historische Forschung anerkannte. Zudem steuerte sie Monographien zur Weimarer Herderkirche bei.

## Werke (Auswahl)
- Jena: ein Beitrag zur Städtegeographie. Diss. Jena 1920.
- Julie von Bechtolsheim, Wielands „Psyche“. PlayAlpha-Verlag, 2. Aufl. Rattenkirchen 2010, Erstauflage 2003.
- Jüdische Familien im Weimar der Klassik und Nachklassik. Stadtmuseum Weimar, Weimar 1993
- Jüdische Familien im Weimar der Klassik und Nachklassik und ihr Friedhof (= Tradition und Gegenwart; 8). Weimar, Ständige Kommission für Kultur der Stadtverordnetenversammlung, 1984.
- Die Stadtkirche zu St. Peter und Paul in Weimar. Hrsg. im Auftrag der Evangelisch-Lutherischen Kirchgemeinde Weimar. Union Verlag, Berlin 1955.
- Die Stadtkirche zu St. Peter und Paul – Herderkirche – zu Weimar: Festschrift zu ihrer Wiedereinweihung am 14. Juni 1953. Hrsg. im Auftrag der Evangelisch-Lutherischen Kirchgemeinde Weimar. Wartburg Verlag, Kreiskirchenamt Weimar, Jena 1953.